# Death metal
Death metal este un subgen extrem al muzicii heavy metal. Tipic el implică chitare distorsionate, tremolo picking, growl vocal profund, double kick și/sau baterie blast beat, note sau atonalitate joasă, și multiple schimburi de tempo.
Evoluat din structura muzicală a thrash metalului și a black metalului timpuriu, death metal a apărut la mijlocul anilor '80. Formații metal ca Slayer, Kreator, Celtic Frost, și Venom au fost influențe foarte importante în formarea genului. Possessed și Death, alături de trupe ca Obituary, Carcass, Deicide, Sepultura, Cannibal Corpse, Six Feet Under și Morbid Angel sunt adesea considerate pionieri ai genului. La sfârșitul anilor 1980 și începutul anilor 1990, death metal a câștigat mai multă atenție de la mass-media, ca gen de nișă popular, iar case de discuri cum ar fi Combat, Earache și Roadrunner Records au început să semneze cu trupe death metal într-un ritm rapid. De atunci, death metal s-a diversificat, generând o varietate de subgenuri.

## Caracteristici

### Instrumentație
Formula cea mai întâlnită în sfera death metalului este reprezentată de doi chitariști, un basist, un solist și un toboșar, acesta din urmă utilizând deseori un „hyper double bass blast beat”. Deși acesta este standardul, există și exemple de formații care au implementat ocazional instrumente precum sintetizatoarele. Genul este caracterizat de chitare rapide, puternic distorsionate și de tehnici de tipul tremolo picking sau palm muting, iar percuția este în general intensă și agresivă.
Death metalul este cunoscut pentru schimbările agresive de tempo, metru și tonalitate. Acesta ar putea să includă progresii de acorduri cromatice și o structură variată a melodiilor. În unele circumstanțe, stilul va încorpora riffuri melodice și armonii pentru efecte. Această combinație va contribui la dezvoltarea subgenului death metal melodic.

### Voci și versuri
Timbrul vocal specific genului death metal are denumirea de death growl. Acest „death growl” este în mod greșit considerat o formă de screaming prin atingerea notelor joase din registrul vocal. Growlingul este uneori numit în mod ironic voce Cookie Monster datorită asemănării cu vocea personajului popular din serialul Sesame Street. În ciuda criticilor, death growlul are scopul estetic de a echivala versurile brutale ale genului. Screamingul ascuțit este uneori folosit în death metal și poate fi auzit pe albumele unor formații ca Death, Aborted, Exhumed, Dying Fetus, Cannibal Corpse și Deicide.
Tematica versurilor implică violența specifică filmelor de groază, însă multe grupuri aleg să cânte despre satanism, religie, ocultism, groază lovecraftiană, natură, misticism, filosofie, science fiction și politică. Cu toate că violența este de asemenea explorată în diferite genuri, death metalul elaborează detaliile acestor acte, fie ele mutilare, disecție, tortură, viol, canibalism sau necrofilie. Sociologul Keith Kahn-Harris a comentat cu privire la această aparentă fascinație față de violență că poate fi corelată cu o „fascinație” față de corpul uman inerentă fiecărei persoane într-un anumit grad, o atracție la granița dintre dorință și dezgust. Autorul Gavin Baddeley a declarat că pare să existe o legătură între „cât de conștient este cineva de propria sa mortalitate” și „cât de mult râvnește după imagini cu moarte și violență”. Mai mult, reprezentanții scenei death metal protejează genul considerându-l doar o formă extremă de artă și divertisment similar filmelor horror din industria cinematografică. Această explicație a condus la o serie de critici din partea unor activiști în baza faptului că mulți adolescenți nu conștientizează acest fapt, „înfrumusețare” volenței fiind transmisă prin intermediul mass-media fără un context social bine explicitat. Conform basistului formației Cannibal Corpse, Alex Webster, „versurile brutale nu sunt, după cum afirmă majoritatea oamenilor, motivul din cauza căruia nu am devenit comerciali”.

## Istorie

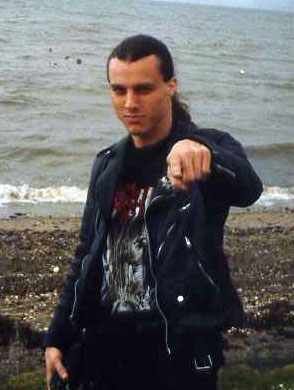
Chuck Schuldiner, vocalistul Death, considerat părintele genului.

Formația de origine engleză, Venom, a cristalizat elementele genurilor thrash, death și black prin lansarea albumul Welcome to Hell în 1981. Sunetul întunecat, vocalele dure și macabre, imagistica satanică sunt trăsături care s-au dovedit a fi sursa de inspirația a viitoarelor formații de metal extrem. Un alt nume important care stă la bază genului este Slayer. Formată în 1981, cu un stil cuprins între granițele thrash metalului, muzica acesteia s-a dovedit a fi mult mai violentă decât cea a celorlalte formații reprezentative pentru scenă thrash: Megadeth, Metallica și Anthrax.Viteza și tehnica instrumentală combinată cu versuri despre moarte, violență, război și satanism le-au asigurat celor de la Slayer un public numeros. Conform celor de la AllMusic, cel de-al treilea album al formației, Reign în Blood, a inspirat întreaga scenă death metal, cu un impact imens asupra reprezentanților scenei, precum Death, Obituary sau Morbid Angel. Possessed, formația întemeiată în San Franciso Bay Area în 1983, este considerată de AllMusic drept intermediarul dintre thrash și death metal datorită albumul de debut din 1985, Seven Churches. Deși Slayer era primul nume menționat când se discutau influențele legate de acest album, actualii și foștii membrii ai Possessed i-au numit pe Venom, Motorhead, respectiv primele materiale Exodus drept drept principalele puncte de inspirație. Chiar dacă grupul a lansat doar două albume de studio și un extended play în primii ani, mass-media și alți artiști ai scenei le-au caracterizat fie „monumentale” prin impactul lor asupra death metalului, fie îi considerau pe membri drept primul grup de death metal. Earache Records declara că „munca depusă de Trey Azagthoth și Morbid Angel în primii ani ai formației Possessed se regăsește pe Seven Churches. Aceștia au valorat pentru death metal mai mult decât oricare altă formație din scena anilor 80”. Concomitent cu succesul celor de la Possessed, o altă formație extrem de influentă apare în Florida: Death. Death, având numele original Mantas, s-a format în 1983, componenți fiind Chuck Schuldiner, Kam Lee și Rick Rozz. În 1984 au lansat primul demo, intitulat Death by Metal, urmat rapid de altele. Casetele au circulat în jurul lumii, asigurându-le un renume imens. Când Schuldiner a ajuns vocea formației, a existat un impact major asupra scenei. Solourile și riffurile rapide în game minore, acompaniate de stilul toboșarului, au creat un stil care va deveni reprezentativ pentru death metal. Schuldiner a fost denumit de către Eduardo Rivadavia din AllMusic drept „Părintele Death Metalului”. Albumul de debut din 1987, Scream Bloody Gore, a fost descris de către Chad Dowar de la About.com ca reprezentând „evolutia de la thrash la death metal”, respectiv „primul album de death metal” de către San Francisco Chronicle. Alături de Possessed și Death, alți pionieri ai death metalului din Statele Unite au fost Autopsy, Immolation, Cannibal Corpse și Post Mortem. 
Din 1989, multe formații au început să încheie contracte cu diferite studiouri de înregistrări care doreau să scoată bani de pe urma subgenului, inclusiv Obituary, Morbid Angel și Deicide. Această colecție de formații alcătuiesc scena death metalului din Florida. Subgenul s-a răspândit și în Suedia în tarziul anilor 1980, oferind pe piața muzicală pionieri precum Carnage, God Macabre, Entombed, Dismember și Unleashed. În anii 90 apar și marii reprezentanți ai scenei de death metal melodic: Dark Tranquillity, At the Gates și În Falmes. Călcând pe urmele inovatorilor, noile subgenuri au început să se răspândească spre sfârșitul decadei. Formația de origine engleză, Napalm Death, devine din ce în ce mai mult asociată scenei death metal, în special datorită albumului Harmony Corruption, lansat în 1990. Melodiile abundă de riffuri tehnice și agresive, ritmuri complexe, de vocalele dure specifice lui Mark „Barney” Greenway și de versurile despre societate, aspirând astfel către genul grindcore. Alte contribuții majore sunt datorate britanicilor din Bolt Thrower și Carcass, respectiv new yorkezilor de la Suffocation. Odată cu lansarea celui de-al patrulea album în 1991, Human, Death oferea un exemplu de death metal modern. Schuldiner a reușit să depășească granițele vitezei și tehnicii, amestecând instrumentalul tehnic și virtuos de chitară cu solouri sentimentale complexe. Alte exemple importante sunt Necroticism a Descating the Insalubrious de Carcass, Effigy of Forgotten de Suffocation și Clandestine de Entombed, toate lansate în 1991. Earache Records, Relativity Records și Roundrunner Records au devenit cele mai importante case de discuri; Earache lansând albumele Carcass, Napalm Death, Morbid Angel și Entombed, în timp ce Roadrunner pe cele ale formațiilor Obituary și Pestilence. Deși aceste case de discuri nu erau special pentru gen, au devenit printre primele care au susținut death metalul la începutul anilor 1990. pe lângă acestea, mai existau și Nuclear Balst, Century Media și Peaceville; ele vor ajunge la succes sprijinind alte subgenuri pe parcursul anilor '90. În septembrie 1880, magaerul Death, Eric Greif organizează primul festival de death metal din America de Nord, Day of Death, în suburbia Milwaukee din Wisconsin, cu un line-up de 26 de formații, printre care Autopsy, Broken Hope, Hellwitch, Obliveon, Revenant, Viogression, Immolation, Atheist și Cynic.
Apogeul death metalului a fost în intervalul 1992-1993, unele formații precum Morbid Angel, Cannibal Corpse și Obituary, ajungând la un mare succes comerical. Totuși, scena death metalului nu a ieșit din underground. Popularitatea mare a genului s-a datorat în special rivalității sale cu black metalul norvegian și cu death metalul suedez. Fenriz din Darkthrone menționa că artiștii scenei norvegiene au fost „hraniti cu materialul produs de scena death”. Scena s-a diversificat în anii '90, când au apărut o varietate de subgenuri de death metal, genuri care au până și în prezent numeroși susținători în underground.

## Originea termenului
Teoria principală denotă demoul celor de la Possessed din 1984, numit Death Metal; melodia cu același nume se va regăsi și pe albumul de debut al acestora, Seven Churches (lansat în 1985). Vocalistul formației, Jeff Becerra, declara că a inventat termenul spre sfârșitul anului 1983, în cadrul unei lucrări din timpul liceului. O altă posibilă origine ar fi publicația Death Metal, întemeiată de Thomas Fischer și Martin Alin din Hellhammer și Celtic Frost. Numele avea să fie folosit pentru o compilație lansată de Noise Records în 1984. În același timp, termenul ar putea să-și aibă originea și în alte înregistrări, precum demoul lansat de Death în 1984, numit Death by Metal.

## Subgenuri
Exemplele citate nu sunt cu necesitate exclusive pentru un anumit subgen. Multe formații pot fi cu ușurință clasificate în două sau mai multe categorii, categorisirea fiind de cele mai multe ori subiect de controversă din cauza interpretărilor și opiniilor personale.

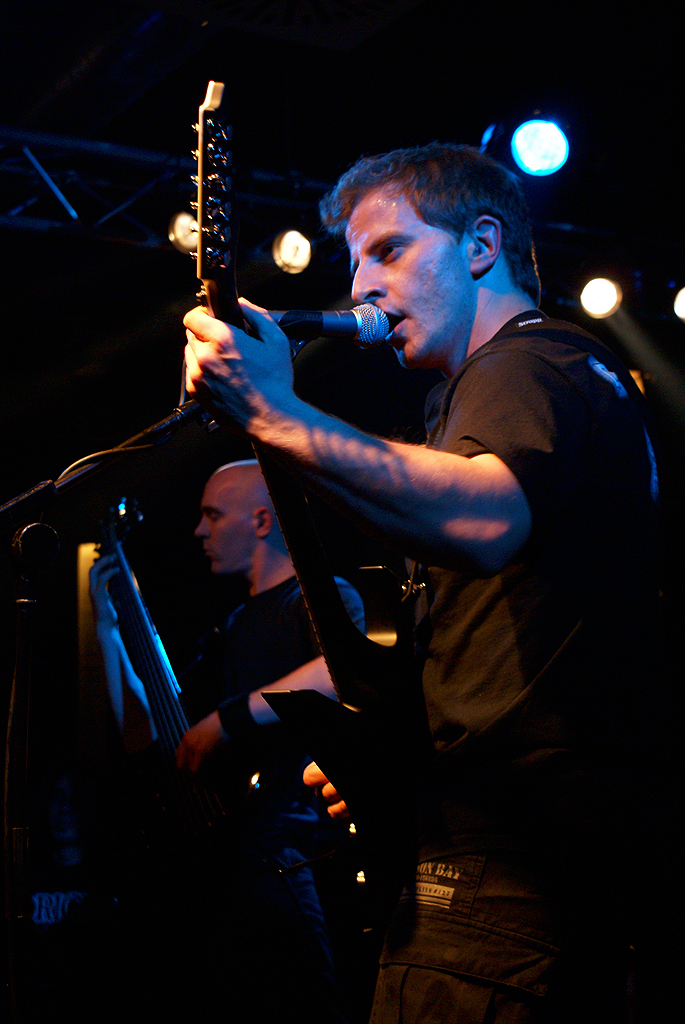
Necrophagist abordează un death metal tehnic, puternic influențat de muzica clasică.

- Death metal melodic: death metalul scandinavian poate fi considerat precursorul acestui subgen. Fiind numit uneori și „melodeath”, acesta este formată prin combinarea heavy metalului cu elemente de death metal. Spre deosebire de death metal, melodeathul folosește urlete în loc de grohăit, temporui ușoare, melodice și chiar vocale de operă uneori. Albumul Hatework din 1993 al celor de la Carcass este caracterizat de unii drept primul album de death metal melodic, deși formațiile suedeze (In Flames, Dark Tranquillity, At the Gates, Amon Amarth sunt de obicei numele menționate când se discută despre pionierii subgenului.
- Death metal tehnic sau death metal progresiv” sunt termenii care descriu formații cu un stil muzical foarte complex. Elementele comune sunt structurile dinamice ale melodiilor, ritmuri atipice și melodii, respectiv armonii neobișnuite. Formațiile fuzionează estetica death metalului cu elemente de rock progresiv, jazz sau muzica clasică. Chiar dacă termenul de „death metal tehnic” se referă la formațiile care se concentrează mai mult asupra vitezei și a complexității, granița dintre partea tehnică și progresivă este mică. Prescurtate „tech death” și „prog death”, acești termeni îi descriu pe Nile, Edge of Sanity și Opeth, Necrophagist și Spawn of Possession fiind cunoscuți datorită influențelor de muzică clasică. Pionierii death metal, Death, și-au redefinit stilul într-unul mult mai progresiv spre finalul carierei. Decapitated este altă formație care a atras atenția criticilor, descrisă drept una dintre primele grupuri care adoptau stilul modern de death metal tehnic[50].
- Death-doom este un subgen care combină tempourile ușoare și atmosfera melancolică a doom metalului cu vocalele dure și stilul rapid specific toboșarilor death metal. Acesta a apărut în tarziul anilor 1980 și a devenit popular pe parcursul anilor 1990[51]. Pionierii subgenului sunt Autopsy, Winter, Asphyx, Disembowelment, Pradise Lost și My Dying Bride[52]. Stilul s-a desprins în alt subgen extrem, funeral doom metal, care este mult mai atmosferic.
- Goregrind, deathgrind și pornogrind[53][54] sunt subgenuri care combină viteza, intensitatea și laconismul grindcoreului cu structura complexă a death metalului. Este diferit de death metal prin faptul că solourile de chitară sunt rare, vocalele ascuțite sunt folosite aproape întotdeauna, iar melodiile sunt în general scurte, de obicei între 1 și 3 minute (element esențial al grindcoreului). Toate cele trei stiluri diferă de grindcore în tehnică și prin puțina estetică, respectiv influența din partea hardcore punkului. Cele mai reprezentative nume pentru deathgrind sunt Brujeria, Napalm Death, Cattle Decapitation[55], Cephalic Carnage, Pig Destroyer[56], Circle of Death Children, Rotten Sound, Gut[57] și Cock and Ball Torture[58].
- Deathcore - odată cu popularizarea metalcoreului, unele trăsături ale genului au fost combinate cu death metalul. Formații precum Suicide Silence, Carnifex și Salt the Wound au fuzionat death metalul cu o varietate de elemente de metalcore[59]. Caracteristicile death metalului, adică blast-beaturi, vocalele dure, tremolo picking sunt amestecate cu screamo, riffuri melodice și breakdowns. Revista Decibel a declarat că „Suffocation au dat naștere scenei deathcore prin blast beaturile caracteristice formatiei”[60].
- Death 'n' roll este un stil care amestecă vocalele dure ale death metalului și riffurile de chitară puternic distorsionate cu elemente ale hard rockului anilor 1970 și ale heavy metalului[61]. Exemple: Entombed[61], Gorefest[62], Six Feet Under.
- Blackened death metal este un stil care combină death metalul cu black metalul[63]. Exemple: Belphegor[64], Behemoth[65], Akercocke[66], Sacramentum[67].

## Alte subgenuri
Există și alte subgenuri ale heavy metalului care au intrat în contact cu death metal și chiar cu genuri care nu aveau nicio legătură cu muzica metal, precum fuziunile dintre jazz și death metal. Atheistși Cynic sunt două exemple; cea din urmă și-a dezolvatat atât de mult stilul încât a inclus solouri de tobe inspirate de muzică jazz pe albume, în timp ce Atheist a încorporat elemente de jazz rock. Nile au încorporat muzică egipteană și tematică orientală, iar Alchemist rock psihedelic și muzică aborigenă. Unele formații, precum Nightfall, Septic Flesh, Fleshgod Apocalypse și Eternal Tears of Sorrow au introdus orgi și elemente simfonice, creând un amestec de muzică simfonică și death metal, uneori referindu-se la combinație cu denumirea de death metal simfonic.